# 谢旦
谢旦（英文：Sherten）（1982年—），男，西藏歌手，籍贯安多果洛，以弹唱为主。师从图伯特弹唱音乐家德白，被誉为“图伯特弹唱王子”。其作品拥有传统图伯特弹唱音乐表现的独特魅力，主题为民族认同、文化意识、宗教情怀为主，有极强的号召力。

## 个人经历
6岁开始演唱生涯，以一首《年宝叶什则的子孙》惊艳全场，后有专辑问世。2011年7月在西宁成立赞丹洛玛民族文化艺术传播有限公司。

## 专辑
2004年《约定》、《拉萨姑娘》、《父亲母亲》、《从头再来》、《阿姐啦》，2005年《心中的日月星》、《月光草原》，2006年《草原百灵》、《家乡雪域》、2007年《敬您三碗酒》、《故乡嘉黎》、《果洛人》、2008年《圣地拉萨》、《阿妈次仁旺姆》、2009年《故乡囊谦》、《等待》、2010年《等待的缘分》、《伤心》、《现代人》、《天亮了》、2010年《母语之声》、2011年《雪域儿子》、《想念上师》、《前进的呼唤》、2012年《那达措》、《吓也木》

## 获奖
12岁时获第一届多康弹唱大赛冠军。

## 演艺经历
2006年美国纽约演出，2009年参加青海藏语电视台春节晚会，2009年参加青海果洛藏历春节晚会，2009年参加中央民族大学藏学院毕业晚会，2010年参加中央电视台民歌中国节目，2010年出国新加坡和马来西亚等演出，2010年第1届极地圣音—藏族大型系列演唱会，2011年第2届极地圣音—藏族大型系列演唱会，2012年第3届极地圣音—藏族大型系列演唱会，2012年参加青海电视台民间晚会。

## 资料来源
我为百姓歌唱——访“藏族歌王”谢旦